# Норашен (Араратская область)
Норашен (арм. Նորաշեն) — село в Араратской области Армении. Основано в 1873 году.

## География
Село расположено в западной части марза, к востоку от автодороги , на расстоянии 7 километров к северо-северо-востоку (NNE) от города Арташат, административного центра области. Абсолютная высота — 910 метров над уровнем моря.
Климат
Климат характеризуется как семиаридный (BSk в классификации климатов Кёппена). Среднегодовая температура воздуха составляет 12,2 °C. Средняя температура самого холодного месяца (января) составляет −2,9 °С, самого жаркого месяца (июля) — 25,8 °С. Расчётная многолетняя норма атмосферных осадков — 285 мм. Наибольшее количество осадков выпадает в мае (49 мм).

## Население
| Год переписи | Население          | Население          | Население          | Население            | Население            | Население            |
| Год переписи | Наличное население | Наличное население | Наличное население | Постоянное население | Постоянное население | Постоянное население |
| Год переписи | Всего              | Мужчины            | Женщины            | Всего                | Мужчины              | Женщины              |
| ------------ | ------------------ | ------------------ | ------------------ | -------------------- | -------------------- | -------------------- |
| 2001         | 3071               | 1476               | 1595               | 3265                 | 1610                 | 1655                 |
| 2011         | 2965               | 1431               | 1534               | 3034                 | 1485                 | 1549                 |

| Год  | Численность | Численность |
| ---- | ----------- | ----------- |
| 1873 | 366         | [ 9 ]       |
| 1897 | 564         | [ 9 ]       |
| 1926 | 694         | [ 9 ]       |
| 1939 | 1259        | [ 9 ]       |
| 1959 | 2255        | [ 9 ]       |
| 1970 | 2495        | [ 9 ]       |
| 1979 | 2694        | [ 9 ]       |
| 1989 | 3309        | [ 9 ]       |
| 2001 | 3265        | [ 9 ]       |
| 2011 | 3034        | [ 10 ]      |